# Eterno (luchador)
Miguel Ángel Lugo (nacido el 26 de septiembre de 1990) es un luchador profesional mexicano, más conocido bajo el nombre de Eterno. Lugo trabaja actualmente en Lucha Libre AAA Worldwide (AAA) bajo el nombre de Abismo Negro Jr.  Lugo es conocido por sus apariciones en International Wrestling Revolution Group (IWRG), Desastre Total Ultraviolento (DTU) y en el circuito independiente en todo México.

## Carrera

### Circuito independiente (2005-presente)
Miguel Ángel Lugo hizo su debut en la lucha libre profesional el 16 de septiembre de 2006, trabajando como enmascarado, o luchador enmascarado bajo el nombre de ring “Eterno”. Inicialmente, trabajó principalmente para Coacalco y sus alrededores, Estado de México, especialmente en programas promocionados localmente en Coliseo Coacalo. En julio de 2008, Eterno y Lobo Metálico perdieron una Luchas de Apuestas ante El Forastero y Estigma y, por lo tanto, se vieron obligados a desenmascararse permanentemente. Tras la pérdida de su máscara, Eterno comenzó una larga historia de rivalidad con Daga, quien también comenzó su carrera en y alrededor de Coacalo. La disputa entre los dos condujo a una serie de combates bien recibidos que les daría a Eterno y Daga la oportunidad de trabajar para promociones de lucha más grandes en México. Una de esas promociones fue la International Wrestling League (IWL) donde tanto Eterno como Daga compitió, incluido un combate por el Campeonato de Internet IWL, un combate ganado por Daga. En 2010, Eterno comenzó a trabajar para International Wrestling Revolution Group (IWRG) en Naucalpan, donde compitió principalmente como rudo, interpretando el papel del malo. Su primer evento importante de IWRG fue la Guerra de Empresas de 2010, junto con Último Gladiador para derrotar a los equipos de Aeroboy y Violento Jack, así como a Daga y Tribal.
Mientras trabajaba en IWRG, también se entrenó en la escuela de entrenamiento de IWRG con Negro Navarro y Black Terry y participó en los torneos Torneo Futuro Ídolos de Lucha Libre (FILL) de IWRG, incluido uno el 16 de noviembre de 2010 que ganó al superar a otros 17 luchadores en un torneo. torneo cibernetico, que también incluyó a Alan Extreme, Bugambilia, Centvrión, Comando Negro, Dinamic Black, Extremo Boy, Golden Bull, Guardian de la Noche, Guerrero 2000, Keshin Black, Maligno, Menfis, Oass, Rayden, Rayito Mendoza, Saruman y Shark Boy.
A principios de 2012, Eterno se unió a uno de los principales grupos de IWRG, La Familia de Tijuana, un grupo que también incluía a Damian 666, Bestia 666, X-Fly, Super Nova, Headhunter A, Zumbi y Halloween. Durante el primer evento de la Caravana de Campeones de 2012, Eterno defendió con éxito el Campeonato Mundial de Peso Welter de la WWS contra Trauma II, pero durante la segunda Caravana de Campeones perdió el Campeonato de la WWS ante Golden Magic. El 7 de octubre de 2012, la carrera por el Campeonato Intercontinental de Peso Welter de IWRG de Eterno llegó a su fin cuando perdió ante Rayan.

### Asistencia Asesoría y Administración / Lucha Libre AAA Worldwide (2011-2013, 2019-presente)
En mayo de 2011, Eterno hizo su debut en Lucha Libre AAA Worldwide, donde participó en un torneo por los títulos de tres hombres en la liga junto con otros dos luchadores de IWRG, Cerebro Negro y Dr. Cerebro. Sin embargo, el grupo perdió en la primera ronda y fue eliminado. Durante el resto de 2011 y 2012 en AAA, Eterno lucharía mucho contra su nuevo rival, Flamita. En el IWRG, también tuvo una rivalidad de larga data con el Golden Magic. Después de estar ausente por un período, Eterno regresó a AAA en octubre de 2013 para formar parte del grupo Anarquía de Juventud Guerrera.
En mayo de 2019, Eterno comenzó a luchar nuevamente en AAA y perdió su primer combate junto con Super Fly y Australian Suicide contra el grupo Jinetes del Aire formado por Laredo Kid, El Hijo del Vikingo y Myzteziz Jr. El 3 de julio de 2019 ganó un partido a tres bandas contra Dave the Clown y Villano III Jr. en San Luis Potosí, pero tres días después en Zapopan perdió otro partido ante Jinetes del Aire, esta vez en una agrupación con Chik Tormenta y La Parka Negra. En un evento coordinado por AAA y Lucha Libre Elite el 8 de julio, Eterno junto con el luchador de Lucha Libre Elite Impossible derrotaron a un equipo formado por Bengala y Australian Suicide. El 18 de julio en Aguascalientes, perdió junto a Los OGTs Chessman y Averno contra Puma King, Laredo Kid y Aero Star.
El 8 de septiembre de 2019, Eterno debutó como el personaje de Abismo Negro Jr., nuevamente disfrazado. Eterno no es hijo del original Abismo Negro (fallecido en 2009), pero AAA le otorgó el personaje a quien posee los derechos del nombre y el personaje en México. Esto se consideró controvertido y fue recibido con gran insatisfacción y negatividad por parte de los fanáticos. Una de las hijas del original Abismo Negro habló negativamente sobre el nuevo personaje ya que sintió que AAA no debería reutilizar el personaje de su padre. Su primer combate bajo el nuevo personaje fue un combate de trío en el que formó parte de un equipo con La Hiedra y Villano III Jr. pero fueron derrotados por el equipo Big Mami, Lady Shani y Octagón Jr.

## Campeonatos y logros
- International Wrestling Revolution Group
  - Campeonato Intercontinental de Peso Medio de IWRGL (2 veces)[9][10]
  - Campeonato Intercontinental de Peso Welter de IWRG (1 vez)[11]
  - Campeonato Intercontinental en Parejas de IWRG (2 veces) – con X-Fly (1) y Canis Lupus (1)[12]
  - Campeonato Mundial de Peso Welter de la WWS (1 vez)[13]

- Lucha Libre AAA Worldwide
  - Campeonato Mundial en Parejas Mixto de AAA (1 vez) – con Flammer
  - Campeonato Mundial de Tríos de AAA (1 vez) – con Psicosis & Toxin